# K-19: Stroj na smrt
K-19: Stroj na smrt (v anglickém originále K-19: The Widowmaker) je filmový thriller z roku 2002 americké režisérky Kathryn Bigelowové, který vychází ze skutečných událostí na sovětské ponorce K-19 třídy Hotel, kde došlo k poruše jaderného reaktoru. Film vznikl v mezinárodní koprodukci USA, Spojeného království, Kanady a Německa, v hlavní roli se představili Harrison Ford a Liam Neeson. Natáčel se v Kanadě.
Ruské premiéry se zúčastnilo na galavečeru v říjnu 2002 v Petrohradu 52 členů posádky a pozůstalých obětí z ponorky K-19. Tito bývalí námořníci hodnotili film pozitivně, ocenili zobrazené hrdinství a to, že se tvůrci rozhodli událost zvěčnit, ale poukázali i na množství nepřesností oproti skutečnosti. K-19 byla z první generace sovětských jaderných ponorek vybavených SLBM (z ponorky odpalované balistické jaderné střely). Po havárii dostala od námořníků přezdívku Hirošima.

## Herecké obsazení
- Harrison Ford jako kapitán Alexej Vostrikov (ve skutečných událostech byl kapitánem na K-19 Nikolaj Vladimirovič Zatějev)
- Liam Neeson jako zástupce kapitána Michail „Miša“ Polenin (ve skutečných událostech Vasilij Alexandrovič Archipov)[3]
- Peter Sarsgaard jako Vadim Radčenko, důstojník, operátor jaderného reaktoru
- Joss Ackland jako maršál Zolencov, ministr obrany
- John Shrapnel jako admirál Bratyjev
- Donald Sumpter jako Gennadij Savran
- Tim Woodward jako viceadmirál Konstantin Partonov
- Steve Nicolson jako důstojník Jurij Demičev
- Ingvar Eggert Sigurðsson jako Viktor Gorelov
- Ravil Isjanov jako politický komisař Igor Suslov
- Christian Camargo jako Pavel Loktěv
- Jeremy Akerman jako Fjodor Cetkov, kapitán sovětské ponorky S-270

## Děj

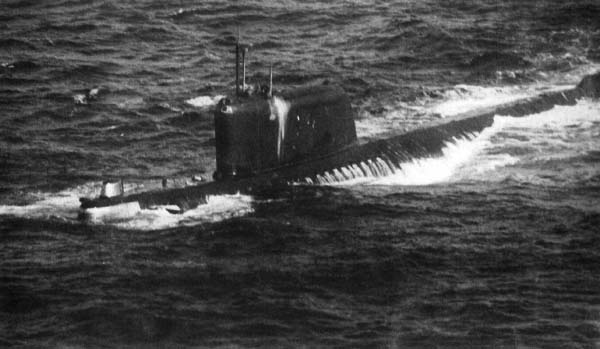
Fotografie US Navy sovětské ponorky K-19

V roce 1961 probíhá v sovětské loděnici horečná příprava na dokončení K-19, první sovětské jaderné ponorky vybavené SLBM, která má být zařazena do služby. Sovětští političtí představitelé na dokončení spěchají, obávají se americké převahy co se týče vybavenosti jadernými zbraněmi. Je přikázáno dodržet termín za každých okolností. Na ponorce stále probíhají práce a zároveň se již simulují některé válečné akce. Ty ale nedopadají úspěšně (i díky horší kvalitě vybavení, které je montováno ve spěchu). Vedením je určen kapitán Alexej Vostrikov, který nahrazuje ve funkci Michaila Polenina, jenž se stává jeho zástupcem. Polenin (přezdívaný Miša) je u své posádky oblíbený, vychází s ní dobře a udržuje přátelské vztahy. Vostrikov se jeví úplně opačně, je nekompromisní, netrpí diskuzi a na posádku je velmi náročný. Několik členů posádky je nahrazeno (operátora jaderného reaktoru, který byl přistižen opilý, nahradí Vostrikov mladým nezkušeným adeptem Vadimem Radčenkem z námořní akademie, doktora srazí nákladní automobil a musí být nahrazen starším lékařem ze základny, který nebyl nikdy na moři).
Konečně je ponorka dokončena a při slavnostní ceremonii má být pokřtěna šampaňským. Láhev se ale při nárazu o trup nerozbije a někteří pověrčivější námořníci věří, že je loď prokleta. Po vyplutí na moře uděluje kapitán Vostrikov sérii testů havarijních situací, aby zjistil, jak na tom posádka je. Simulace zahrnující např. zaplavení některých sekcí ponorky, požár na palubě, přípravu torpéd však nedopadají dobře a někteří muži jsou při nich dokonce zraněni. Vostrikov není spokojen a z tohoto stavu viní důstojníky, kteří byli na posádku příliš měkcí a nenastavili jim dostatečně vysoko laťku operační připravenosti. Posádka začíná občas reptat, ale postupně se ve výkonech zlepšuje.
První misí má být vynoření v Arktidě a odpal testovací balistické střely. Velmi důležitá mise, která má Američanům ukázat, že Sovětský svaz disponuje v případě rozpoutání jaderné války plně připravenými odvetnými prostředky. Vostrikov přikazuje ponořit se do maximální operační hloubky (250 metrů) a poté pokračovat až ke kritické hloubce (300 metrů). Na tvářích námořníků a protestujících důstojníků (zejména Polenin) lze vyčíst obavy, ale Vostrikov zůstává ledově klidný, přestože trup ponorky nemusí takovou zátěž vydržet. Polenin jej obviní z nesmyslného hazardu. Dalším rozkazem, který není přijat s valným nadšením, je vynoření se za plné rychlosti, což znamená prorazit led na hladině, který by podle odhadů neměl být silnější než 1 m. Jak silný je ve skutečnosti nikdo neví. I tento manévr K-19 zvládne bez poškození a napětí trochu poleví. Cvičný odpal balistické střely dopadne úspěšně a posádka začíná oceňovat kapitánovy schopnosti. Muži dostanou na určitou dobu volno a na ledové pláni zamrzlého Severního ledového oceánu hrají fotbal. Udělají si i společnou fotografii. Důstojníci však vyjadřují nadále podporu Poleninovi, podle nich je on nadále jejich jediným kapitánem.
Přichází nové rozkazy z velitelství, plavit se dolů do Atlantiku a patrolovat v blízkosti amerického pobřeží v oblasti mezi Washingtonem a New Yorkem. Během plavby praskne trubka chladicího systému reaktoru, ten se bez možnosti chlazení začíná přehřívat. Radčenko s Poleninem jsou šokováni, že na ponorce nebyl instalován záložní chladicí systém. Je přikázáno vynoření a odvysílání stavu situace na sovětské velitelství. Po vynoření však operátor rádia zjistí, že anténa je poškozena, stalo se tak pravděpodobně při divokém vynořovacím manévru v zamrzlé Arktidě.
Posádka od reaktoru diskutuje o možnostech. Radčenko informuje, že mají asi tři čtyři hodiny na to, aby se pokusili zabránit ničivé explozi. Pokud přesáhne teplota v reaktoru 1 000 °C, ten vybuchne a mohou detonovat i jaderné hlavice. Padne návrh opustit ponorku, ten Vostrikov rezolutně odmítne. Nakonec Pavel Loktěv navrhne využít sladkou vodu z ponorky a sestrojit provizorní chlazení z trubek, které rozeberou v ponorce. To ale bude vyžadovat, aby opraváři otevřeli radioaktivitou zamořenou místnost a vešli dovnitř. Kapitán tento plán schválí a určí dvojice mužů, kteří budou uvnitř pracovat po přesně stanovenou dobu 10 minut. Navíc se zjistí, že zde nejsou protiradiační obleky, ale pouze protichemické.
První dvojice vejde dovnitř a začne svařovat. Když po určené době opouští reaktorovou místnost, sotva se drží na nohou a zvrací, což je demoralizující pohled pro další opravářské čety. I druhá dvojice si splní svoji část úkolu. Je čas pro třetí tým, ale Vadim Radčenko je paralyzován strachem a odmítá jít dovnitř. Místo něj jde dobrovolně technik Gorelov. Dvojice dokončí nejnutnější práce a teplota reaktoru začne klesat. Zdá se, že oprava byla úspěšná. Stále však zůstává problém s radiací, neboť dveře místnosti nejdou kvůli vedeným trubkám zavřít a záření tak kontaminuje útroby ponorky. Polenin navrhuje obrátit se s žádostí o pomoc na nedalekou základnu NATO na ostrově Jan Mayen, což Vostrikov zamítne a přikáže plavit se k Sovětskému svazu. Každému je jasné, že při nízké rychlosti je všechny radiace zabije dříve, než se dostanou domů. Námořníci, kteří nejsou nezbytně třeba uvnitř, dostanou povolení vylézt na trup ponorky, aby byli dále od škodlivé radiace. Přilétá vrtulník a muži se radují, že je nalezla sovětská loď, ale je to helikoptéra US Navy z nedalekého amerického torpédoborce, jehož kapitán nabídne pomoc. Vostrikov ji ale odmítne a přikáže operátorovi rádia nekomunikovat s Američany. Torpédoborec zůstává v diskrétní vzdálenosti.
Po několika hodinách svár na provizorním chlazení praskne a teplota reaktoru začne opět nebezpečně stoupat. Vostrikov přikáže mužům na trupu ponorky návrat dovnitř, aby se mohli ponořit. Jeden z námořníků neuposlechne, skočí do vody a plave směrem k americké lodi. Radčenko, který se stydí za to, že místo něj nasadil život někdo jiný při opravě, se rozhodne díru svařit sám. V jiném sektoru na palubě vypukne požár. Polenin odmítne Vostrikovův rozkaz spustit protipožární systém, který by udusil hasící muže a běží za nimi koordinovat boj s ohněm. Když je pryč, na můstku proběhne vzpoura, politický komisař Suslov a důstojník Demičev míří na Vostrikova pistolí a Suslov jej informuje, že byl zbaven velení a místo něj ho přebírá opět Polenin. Vostrikov je připoután k žebříku. Když je oheň uhašen, Polenin se vrací a je informován o změně velení. Přikáže rebelantům, aby mu vydali pistole a poté je nechá zatknout a osvobodí Vostrikova. Potvrdí mu, že kapitánem je stále on. Vostrikov je chvíli překvapený, ale poté přikazuje ponořit se. Polenin mu poradí, ať posádce v těchto kritických situacích nedává rozkazy, ale ať se jich táže. Vostrikov pochopí a interkomem vysvětluje posádce situaci. Pokud by reaktor a jaderné střely explodovaly na hladině, výbuch by zničil nedaleký americký torpédoborec a pravděpodobně i malou základnu NATO na ostrově Jan Mayen. Jelikož spojení s velitelstvím nefunguje a záměry ponorky jsou tak pro okolí nejasné, tato katastrofa by mohla být snadno desinterpretována jako jaderný útok a mohla by iniciovat masivní odvetný úder ze strany USA. Posádka pochopí naléhavost situace a dává najevo svou loajalitu. Mezitím se Radčenkovi podaří díru svařit a ponorka se může opět vynořit. Vostrikov osobně vytáhne z reaktorové místnosti Radčenka, který byl vystaven záření po dlouhou dobu až oslepl. K-19 je nalezena jinou sovětskou ponorkou S-270. Vostrikov chce vydat rozkaz přemístit muže na palubu druhé ponorky, ale nemá povolení z velitelství. Jejich záměrem je poslat loď, která by K-19 odtáhla. Vostrikov to ignoruje a muži z K-19 jsou na S-270 provizorně dekontaminováni.
Kapitán Vostrikov je po návratu postaven před vojenský soud. Polenin emotivně svědčí v jeho prospěch. Soud nakonec uzná, že Vostrikov nepochybil, ale kapitán dostane zákaz velení jakékoliv ponorky.
V závěrečném epilogu se přeživší členové scházejí roku 1989 (přesně po 28 letech od události) na hřbitově, aby vykonali pietu za zemřelé kamarády. Vostrikov řekne ostatním, že navrhl všechny námořníky, kteří zemřeli, na udělení řádu Hrdina Sovětského svazu, což výbor zamítl, protože nešlo o válečnou akci, ale o nehodu. Pozvedne sklenici a pronese: „Nepřipíjím na námořnictvo nebo na vlast, ale na nás, na kamarády. Připíjím jen na kamarády.“